# Башкалган
Башкалган — река в России, протекает по Кувандыкскому району Оренбургской области.
Начинается к востоку от посёлка, также носящего название Башкалган. На картах ГШ СССР указано, что Башкалган является притоком реки Ялин-Лям (Зелнаир), которая, в свою очередь, впадает в Кураган (приток Сакмары). Однако по данным государственного водного реестра России, после слияния двух водотоков русло сохраняет название Башкалган.
Устье реки находится в 61 км по левому берегу реки Кураган. Высота устья — 325,8 м над уровнем моря.
Длина реки составляет 14 км.

## Данные водного реестра
По данным государственного водного реестра России относится к Уральскому бассейновому округу, водохозяйственный участок реки — Сакмара от истока до впадения реки Большой Ик, речной подбассейн реки — Подбассейн отсутствует. Речной бассейн реки — Урал (российская часть бассейна).
По данным геоинформационной системы водохозяйственного районирования территории РФ, подготовленной Федеральным агентством водных ресурсов:
- Код водного объекта в государственном водном реестре — 12010000512112200005430
- Код по гидрологической изученности (ГИ) — 112200543
- Код бассейна — 12.01.00.005
- Номер тома по ГИ — 12
- Выпуск по ГИ — 2